# Rue du Ladhof
La rue du Ladhof est une voie de la commune française de Colmar.

## Situation et accès
Cette voie de circulation, d'une longueur de 3 990 m, se trouve dans les quartiers Ladhof / Saint-Antoine.
On y accède par les avenues d'Alsace, Joseph-Rey, les rues de la Cavalerie, de la Birg, Biling, Gustave Umbdenstock, de l'Abbé-Wetterlé, du Platane, de l'Orme, de la Soie, du Chanoine-Boxler, d'Ostheim, Charles-Marie-Widor, du Prunier, du Pommier, du Cerisier, Édouard-Branly, lavoisier, Louis-Joseph-Gay-Lussac, Jacques Daguerre, Curie, Jean-Michel-Haussmann, la route de Sélestat, le chemin Bangerthuttenweg et l'allée du Ladhof.
Bus de la TRACE, lignes    2    24 , arrêts Billing, Platane, Soie, Prunier, Cimetière du Ladhof, Liebherr, Gay Lussac et Haussmann.

## Origine du nom
Elle doit son nom au quartier du Ladhof, qu'elle traverse de part en part.

## Bâtiments remarquables et lieux de mémoire
Dans cette rue se trouvent des édifices remarquables[Lesquels ?].

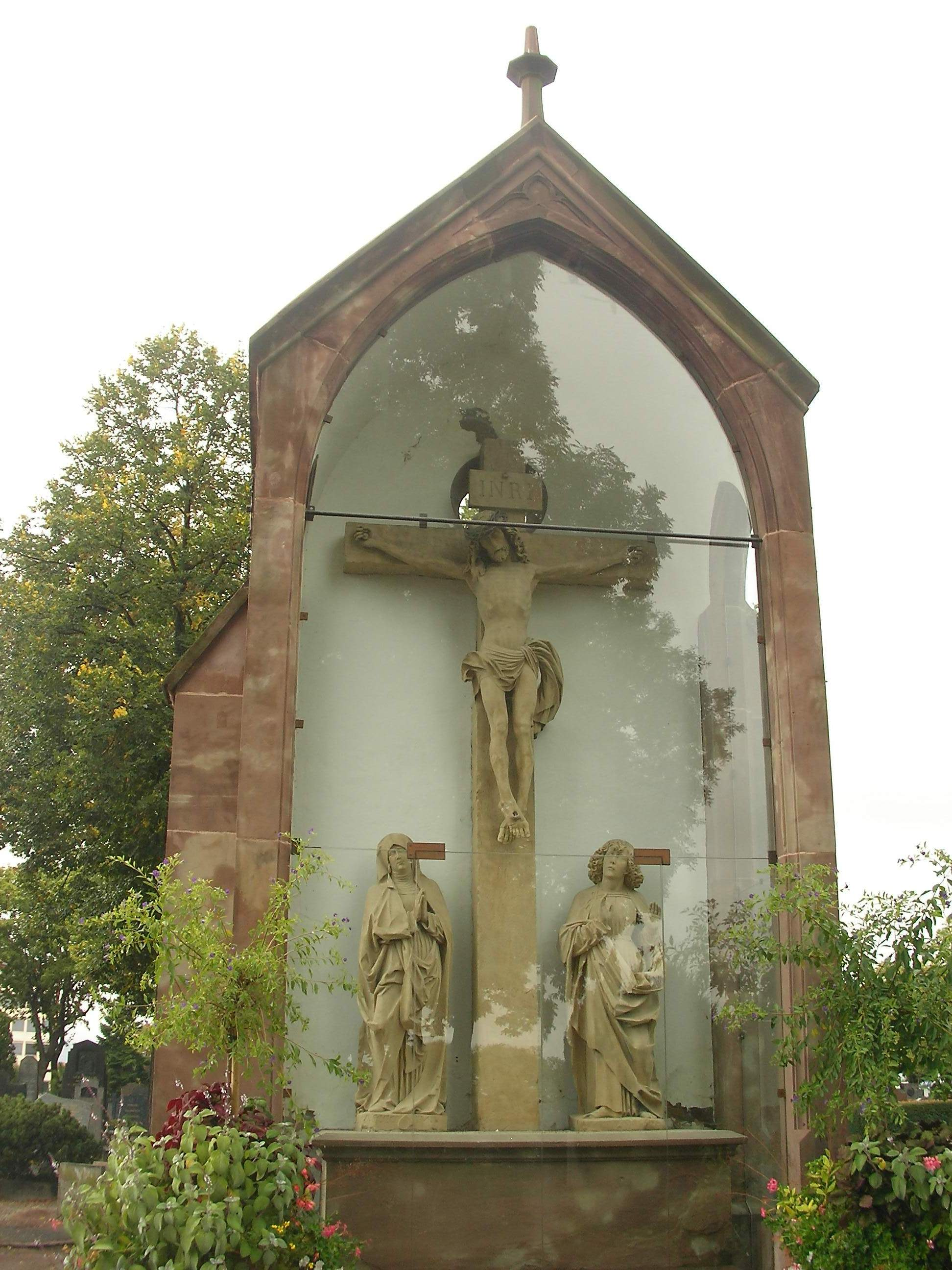
Calvaire (1507) au no 135 Inscrit MH (1930)